# Poletni čas
Polétni čàs (angleško daylight saving time, s kratico DST) je krajevni čas, ki ga privzame država za določeno obdobje leta, po navadi za uro naprej od standardnega uradnega časa.
Ta čas so vpeljali z namenom izkoriščanja dnevne svetlobe, oziroma, da ljudje ne bi spali, medtem ko sije Sonce. Uradni čas se pomakne naprej med pomladnimi in poletnimi meseci, tako, da se delovne in šolske ure lepše prilegajo uram dnevne svetlobe. S tem pa dosežemo prihranke energije.
Danes uporablja poletni čas manjšina držav sveta, še te ne povsem usklajeno. V Evropi uporabljajo poletni čas vse države razen Islandije. V Jugoslaviji je bil poletni čas v uporabi od leta 1982 in se je ohranil tudi v Sloveniji.
Poleg študij, ki dokazujejo upravičenost tega posega, obstajajo tudi argumenti proti.

## Izvor
Včasih trdijo, da je poletni čas predlagal Benjamin Franklin v pismu urednikom Pariškega dnevnika. Kakorkoli že je bilo, članek je bil hudomušen, in Franklin ni predlagal poletnega časa, ampak je menil, da morajo ljudje prej vstati in prej leči v posteljo.
Prvi je resno predlagal poletni čas angleški gradbenik William Willett (1857–1915) v brošuri Razsipavanje z dnevno svetlobo (Waste of Daylight), objavljeni leta 1907. Navkljub velikim prizadevanjem pa ni uspel prepričati Britanskega parlamenta, da bi ga uvedel.
Kanadski železniški inženir in izumitelj sir Sandford Fleming (1827–1915) je iznašel in predlagal standardni čas, ki je leta 1878 prvič razdelil svet na enourne pasove. Pred letom 1883 ga železnice niso hotele sprejeti in tudi nobena vlada ga ni podpirala. Vendar pa je odkril rešitev problema voznega reda vlakov, ki ustavljajo na različnih postajah, in usklajujejo čas s krajevnim položajem Sonca. Zato so standardni čas kmalu sprejele železnice, odjemalci tovorov in potniki.

## Poletni čas v Sloveniji
V Sloveniji se je poletni čas začelo uporabljati 27. marca 1983. Podlaga za to je bil Zakon o računanju časa, sprejet v skupščini Socialistične federativne republike Jugoslavije dne 16. novembra 1982. Prehod na poletni čas se je spomladi zgodil zadnjo nedeljo v marcu ali prvo nedeljo v aprilu, prehod na standardni čas pa se je jeseni zgodil zadnjo nedeljo v septembru ali prvo nedeljo v oktobru.
Po osamosvojitvi se je še naprej uporabljal stari jugoslovanski Zakon o računanju časa dokler ni bil leta 1993 sprejet slovenski Zakon o računanju časa. Vsebinsko je bil enak, kot prej veljavni zakon, in ni posebej upošteval usklajevanja prehodov z ostalimi državami v Evropi. Leta 1996 je bil sprejet spremenjen zakon, ki je določal prehod s poletnega na standardni čas zadnjo nedeljo v oktobru. Ta zakon je že predstavljal usklajevanje z ostalimi evropskimi državami, saj so bili izbrani časi prehoda kompromis med državami celinske Evrope in Združenim kraljestvom.
V naslednjih letih je bilo sprejetih nekaj vladnih uredb, ki so natančneje določale trenutke prehodov med standardnim in poletnim časom. Od leta 2006 pa je z vladno Uredbo o določitvi obdobja poletnega časa  v pravni red Republike Slovenije prenešena Direktiva 2000/84/ES Evropskega Sveta.

## Datumi sprememb

### Prehod na poletni čas
V Sloveniji opravimo zadnjo nedeljo v marcu, ko uro zgodaj zjutraj premaknemo z 02.00 na 03.00.
| Datum          | Opomba                 |
| -------------- | ---------------------- |
| 27. marec 1983 | Zadnja nedelja v marcu |
| 25. marec 1984 | Zadnja nedelja v marcu |
| 31. marec 1985 | Zadnja nedelja v marcu |
| 30. marec 1986 | Zadnja nedelja v marcu |
| 29. marec 1987 | Zadnja nedelja v marcu |
| 27. marec 1988 | Zadnja nedelja v marcu |
| 26. marec 1989 | Zadnja nedelja v marcu |
| 25. marec 1990 | Zadnja nedelja v marcu |
| 31. marec 1991 | Zadnja nedelja v marcu |
| 29. marec 1992 | Zadnja nedelja v marcu |
| 28. marec 1993 | Zadnja nedelja v marcu |
| 27. marec 1994 | Zadnja nedelja v marcu |
| 26. marec 1995 | Zadnja nedelja v marcu |
| 31. marec 1996 | Zadnja nedelja v marcu |
| 30. marec 1997 | Zadnja nedelja v marcu |
| 29. marec 1998 | Zadnja nedelja v marcu |
| 28. marec 1999 | Zadnja nedelja v marcu |
| 26. marec 2000 | Zadnja nedelja v marcu |
| 25. marec 2001 | Zadnja nedelja v marcu |
| 31. marec 2002 | Zadnja nedelja v marcu |
| 30. marec 2003 | Zadnja nedelja v marcu |
| 28. marec 2004 | Zadnja nedelja v marcu |
| 27. marec 2005 | Zadnja nedelja v marcu |
| 26. marec 2006 | Zadnja nedelja v marcu |
| 25. marec 2007 | Zadnja nedelja v marcu |
| 30. marec 2008 | Zadnja nedelja v marcu |
| 29. marec 2009 | Zadnja nedelja v marcu |
| 28. marec 2010 | Zadnja nedelja v marcu |
| 27. marec 2011 | Zadnja nedelja v marcu |
| 25. marec 2012 | Zadnja nedelja v marcu |
| 31. marec 2013 | Zadnja nedelja v marcu |
| 30. marec 2014 | Zadnja nedelja v marcu |
| 29. marec 2015 | Zadnja nedelja v marcu |
| 27. marec 2016 | Zadnja nedelja v marcu |
| 26. marec 2017 | Zadnja nedelja v marcu |
| 25. marec 2018 | Zadnja nedelja v marcu |
| 31. marec 2019 | Zadnja nedelja v marcu |
| 29. marec 2020 | Zadnja nedelja v marcu |
| 28. marec 2021 | Zadnja nedelja v marcu |
| 27. marec 2022 | Zadnja nedelja v marcu |
| 26. marec 2023 | Zadnja nedelja v marcu |

Enostavna enačba (velja do leta 2099), s katero lahko ugotovimo datum prehoda:

nedelja (31 - (celi del(((5 * leto) / 4) + 4) mod 7)). marec ob 02.00

### Prehod nazaj na zimski čas
Nazaj pa se prestavi zadnjo nedeljo v oktobru (do leta 1995 v septembru), ko kazalce premaknemo zgodaj zjutraj s 03.00 nazaj na 02.00 uro.
| Datum              | Opomba                     |
| ------------------ | -------------------------- |
| 25. september 1983 | Zadnja nedelja v septembru |
| 30. september 1984 | Zadnja nedelja v septembru |
| 29. september 1985 | Zadnja nedelja v septembru |
| 28. september 1986 | Zadnja nedelja v septembru |
| 27. september 1987 | Zadnja nedelja v septembru |
| 25. september 1988 | Zadnja nedelja v septembru |
| 24. september 1989 | Zadnja nedelja v septembru |
| 30. september 1990 | Zadnja nedelja v septembru |
| 29. september 1991 | Zadnja nedelja v septembru |
| 27. september 1992 | Zadnja nedelja v septembru |
| 26. september 1993 | Zadnja nedelja v septembru |
| 25. september 1994 | Zadnja nedelja v septembru |
| 24. september 1995 | Zadnja nedelja v septembru |
| 27. oktober 1996   | Zadnja nedelja v oktobru   |
| 26. oktober 1997   | Zadnja nedelja v oktobru   |
| 25. oktober 1998   | Zadnja nedelja v oktobru   |
| 31. oktober 1999   | Zadnja nedelja v oktobru   |
| 29. oktober 2000   | Zadnja nedelja v oktobru   |
| 28. oktober 2001   | Zadnja nedelja v oktobru   |
| 27. oktober 2002   | Zadnja nedelja v oktobru   |
| 26. oktober 2003   | Zadnja nedelja v oktobru   |
| 31. oktober 2004   | Zadnja nedelja v oktobru   |
| 30. oktober 2005   | Zadnja nedelja v oktobru   |
| 29. oktober 2006   | Zadnja nedelja v oktobru   |
| 28. oktober 2007   | Zadnja nedelja v oktobru   |
| 26. oktober 2008   | Zadnja nedelja v oktobru   |
| 25. oktober 2009   | Zadnja nedelja v oktobru   |
| 31. oktober 2010   | Zadnja nedelja v oktobru   |
| 30. oktober 2011   | Zadnja nedelja v oktobru   |
| 28. oktober 2012   | Zadnja nedelja v oktobru   |
| 27. oktober 2013   | Zadnja nedelja v oktobru   |
| 26. oktober 2014   | Zadnja nedelja v oktobru   |
| 25. oktober 2015   | Zadnja nedelja v oktobru   |
| 30. oktober 2016   | Zadnja nedelja v oktobru   |
| 29. oktober 2017   | Zadnja nedelja v oktobru   |
| 28. oktober 2018   | Zadnja nedelja v oktobru   |
| 27. oktober 2019   | Zadnja nedelja v oktobru   |
| 25. oktober 2020   | Zadnja nedelja v oktobru   |
| 31. oktober 2021   | Zadnja nedelja v oktobru   |
| 30. oktober 2022   | Zadnja nedelja v oktobru   |
| 29. oktober 2023   | Zadnja nedelja v oktobru   |

Enostavna enačba (velja do leta 2099), s katero lahko ugotovimo datum prehoda:

nedelja (31 - (celi del(((5 * leto) / 4) + 1) mod 7)). oktober ob 02.00

## Prestavljanje časa ob spremembi
- Večina operacijskih sistemov v današnjih računalnikih in mobilnih telefonih opravi obe spremembi časa samodejno, kar pa ne velja za večino drugih elektronskih naprav z vgrajeno uro, kakor tudi za mainframe računalnike (na primer DEC-ove), ki tega ne znajo, ker nimajo ustreznih programov,
- V Wikipediji je za spremembo časa potreben poseg v Nastavitve,
- Vse ure je praviloma treba prestaviti ročno.